# Challenger de Székesfehérvár
El Kiskút Open es un torneo profesional de tenis. Pertenece al ATP Challenger Tour. Se juega desde el año 2023 sobre pistas de tierra batida bajo techo, en Székesfehérvár, Hungría.

## Palmarés

### Individuales
| Año  | Campeón         | Finalista       | Resultado |
| ---- | --------------- | --------------- | --------- |
| 2023 | Hamad Međedović | Nino Serdarušić | 6–4, 6–3  |
| 2024 | Chun-Hsin Tseng | Titouan Droguet | 4–1 (r)   |

### Dobles
| Año  | Campeones                        | Finalistas                      | Resultado        |
| ---- | -------------------------------- | ------------------------------- | ---------------- |
| 2023 | Bogdan Bobrov Sergey Fomin       | Sarp Ağabigün Ergi Kırkın       | 6–2, 5–7, [11–9] |
| 2024 | Titouan Droguet Matteo Martineau | André Göransson Denys Molchanov | 4–6, 7–5, [10–8] |